# بانوی آزادی (فیلم)
«بانوی آزادی» (انگلیسی: Lady Liberty) فیلمی در ژانر کمدی به کارگردانی ماریو مونیچلی است که در سال ۱۹۷۱ منتشر شد.

## بازیگران
- سوفیا لورن
- ویلیام دیون
- جیجی پرویتی
- سوزان ساراندون
- دنی دویتو
- دیوید دویل
- کلاودیو تریونفی
- کارلا مانچینی